# Żelechów
Żelechów (IPA: ʐɛ'lɛxuf) es una ciudad de Polonia localizada en el Voivodato de Mazovia, a unos 85 kilómetros al sudeste de Varsovia. Es la cabecera del distrito (Gmina) de Żelechów, perteneciente al condado (Powiat) de Garwolin. Su población es de 4.016 habitantes.
La historia de Żelechów  se remonta a más de 700 años. En 1447 Żelechów obtuvo el título de ciudad. Hasta la Segunda Guerra Mundial, su población era mayoritariamente judía. Las huellas de su presencia son todavía visibles en la arquitectura de la ciudad. Hay algunos edificios históricos en la ciudad.
Entre 1975 y 1998 perteneció al voivodato de Siedlce.